# جيرت فرانك
جيرت فرانك (بالدنماركية: Gert Frank)‏ مواليد 15 مارس 1956 في هوبرو، الدنمارك، هو دراج دانمركي سابق. سبق أن شارك في دورة الألعاب الأولمبية الصيفية وفاز بميدالية أولمبية.

## الميداليات
| الميدالية | المسابقة                       |
| --------- | ------------------------------ |
| برونزية   | الألعاب الأولمبية الصيفية 1976 |

## روابط خارجية
- جيرت فرانك على موقع أرشيف الدراجات (الإنجليزية)
- جيرت فرانك على موقع إحصائيات الدراجات الإحترافية (الإنجليزية)
- جيرت فرانك على موقع CycleBase (الإنجليزية)
- جيرت فرانك على موقع اللجنة الأولمبية الدولية (الإنجليزية)
- جيرت فرانك على موقع أوليمبيديا (الإنجليزية)